# LR Velorum
LR Velorum (LR Vel / HD 80558 / HR 3708) es una estrella variable de magnitud aparente media +5,90 en la constelación de Vela, que representa la vela del mítico Argo Navis en el que viajaron Jasón y los Argonautas.
La distancia a la que se encuentra es incierta, pero su posible pertenencia a la asociación estelar Vela OB1 la situaría aproximadamente a 1750 pársecs (5700 años luz) del sistema solar.
LR Velorum es una supergigante azul de tipo espectral B6Iae con una temperatura efectiva de 13.000 - 13.500 K.
Enormemente luminosa, radia 60.250 veces más energía que el Sol —comparable a Deneb (α Cygni) o ν Cephei— y, como corresponde a su clase, también tiene un tamaño considerable; su radio es 45 veces más grande que el del Sol y gira sobre sí misma con una velocidad de rotación proyectada de 41 km/s.
Es una estrella muy masiva, siendo su masa aproximadamente 30 veces mayor que la masa solar, por lo que finalizará su corta vida explotando en forma de supernova.
LR Velorum es una variable Alfa Cygni cuyo brillo oscila 0,072 magnitudes a lo largo de un período de 1,695 días.